# Sottospazio relativamente compatto
In matematica, un sottospazio relativamente compatto di uno spazio topologico è un sottoinsieme dello spazio topologico la cui chiusura è compatta.
Dal momento che sottoinsiemi chiusi di uno spazio compatto sono compatti, ogni sottoinsieme di uno spazio compatto è relativamente compatto. Quando la compattezza è verificata per successioni (come può succedere in uno spazio metrico), un sottospazio {\displaystyle Y} di uno spazio topologico {\displaystyle X} è relativamente compatto se ogni successione in {\displaystyle Y} possiede una sottosuccessione convergente in {\displaystyle X}. Tale sottospazio è anche detto relativamente limitato o precompatto, sebbene l'ultimo termine identifichi spesso insiemi totalmente limitati (che in spazi completi sono la stessa cosa).
Esistono diversi teoremi che caratterizzano gli spazi relativamente compatti, in particolare spazi funzionali. Ad esempio, il teorema di Ascoli-Arzelà, i risultati riguardanti le nozioni di integrabilità uniforme e famiglia normale, e il teorema di compattezza di Mahler.